# Java事务服务
Java事务服务（Java Transaction Service，简称JTS）是构建事务管理器的规范，将事务管理器映射到对象管理组织 (OMG)的基于CORBA体系架构的对象事务服务（OTS）上， 它使用IIOP在在多个JTS事务管理器之间传播事务。

## 延伸阅读
- 参见Sun公司的JTS描述。